# Шарлотта Банч
Шарлотта Банч (13 жовтня 1944 , Північна Кароліна ) — американська феміністська авторка та організаторка рухів за права жінок, лесбійська феміністка. Банч зараз є директором-засновницею і старшою науковицею Центру глобального жіночого лідерства в Університеті Рутгерса в Нью-Брансвіку, штат Нью-Джерсі. Вона також є видатною професоркою на кафедрі жіночих та гендерних досліджень у Рутгерсі.

## Біографія
Банч, одна з чотирьох дітей Чарльза Пардью Банча і Марджорі Аделаїди (Кінг) Банч, народилася в Західному Джефферсоні, Північна Кароліна. Того ж року її родина переїхала в Артезію, штат Нью-Мексико. Вона відвідувала державні школи в Артезі, перш ніж вступити до Дюкського університету 1962 року.
Вона вивчала історію в Дюкському і закінчила з відзнакою 1966 року, а також брала участь у багатьох групах, таких як Асоціація молодих жінок-християн і Методистський студентський рух. Банч розповіла, що брала участь у «молитвах», організованих Методистським студентським рухом в Університеті Дьюка, але пізніше взяла «перерву» від християнства через гомофобію всередині релігії.
Протягом десятиліть вона надзвичайно активна в політичних рухах і є відкритою лесбійкою. Вона знайшла натхнення для того, щоб стати захисницею жінок і прав людини, завдяки відданості її родини «активізму як добрим справам».

## Кар'єра
Незабаром після закінчення університету Дьюка Банч стала молодіжною делегаткою на конференції Всесвітньої ради церков з питань Церкви та суспільства в Женеві, Швейцарія. Того ж року вона на один рік стала президентом Університетського християнського руху у Вашингтоні, округ Колумбія.
Після цієї посади Банч стала співробітницею Інституту політичних досліджень у Вашингтоні, округ Колумбія, і заснувала видання у Вашингтоні, округ Колумбія, Women's Liberation та Quest: A Feminist Quarterly.
Натхнувшись чорним націоналізмом, Банч взяла участь у заснуванні The Furies Collective, групи, яка видала свою першу газету The Furies у січні 1972 року. Метою було дати голос лесбійському сепаратизму. Хоча колектив проіснував лише близько одного року, будинок Furies Collective пізніше був названий першою історичною пам'яткою, пов'язаною з лесбійками, у Вашингтоні, округ Колумбія, і став першим лесбійським об'єктом у Національному реєстрі історичних місць.
У 1977 році Банч стала співробітницею Жіночого інституту свободи преси (WIFP). WIFP — американська некомерційна видавнича організація. Організація працює над розширенням спілкування між жінками та з'єднанням громадськості з формами жіночих ЗМІ. Вона брала участь у численних міжнародних семінарах і конференціях або сприяла їх проведенню, а з 1979 по 1980 рр. була консультанткою секретаріату Всесвітньої конференції Десятиліття ООН щодо жінок, яка проводилася WIFP.
У 1989 році вона заснувала Центр глобального жіночого лідерства в коледжі Дугласа, Рутгерського університету, директором-засновницею і старшою науковицею якого вона залишається. У вересні 2009 року її змінила Радхіка Балакрішнан на посаді виконавчої директора.
Центр глобального жіночого лідерства (CWGL) лобіював ООН та міжнародна спільнота, щоб розглядати права жінок як проблему прав людини. CWGL є компонентом кампанії реформування архітектури гендерної рівності (GEAR), яка працює над створенням нового гендерного органу Організації Об'єднаних Націй, що працює за рівність для всіх жінок світу. Банч була головним голосом цієї кампанії. Гендерна організація була остаточно створена після чотирьох років адвокації 2 липня 2010 року й визнана «ООН-Жінки».
На своєму симпозіумі з нагоди 20-ї річниці 6 березня 2010 р. після панельних дискусій про тіло, економіку та рух, CWGL організував данину своїй засновниці Шарлотті Банч яка перейшла 1 вересня 2009 року від її ролі виконавчої директора до роботи з CWGL у її новій якості директора-засновниці та старшої наукової співробітниці. Учасниці переглянули короткий попередній перегляд документального фільму «Пристрасна політика: життя та робота Шарлотти Банч» [Архівовано 22 вересня 2017 у Wayback Machine.] (2011) [Архівовано 22 вересня 2017 у Wayback Machine.] режисерки Тамі Голд, що розповідає про особисту та політичну прихильність Банч до прав людини протягом усього життя.
Центр глобального жіночого лідерства заснував Фонд стратегічних можливостей з прав людини Шарлотт Банч [Архівовано 27 січня 2022 у Wayback Machine.] на знак визнання її внеску у світовий жіночий правозахисний рух.
Вона була членом правління багатьох організацій і наразі є членом Консультативного комітету відділу прав жінок Human Rights Watch, а також членом правління Глобального фонду для жінок і Міжнародної ради з політики прав людини. Вона була консультанткою багатьох органів Організації Об'єднаних Націй і нещодавно входила до складу Консультативного комітету доповіді Генерального секретаря Генеральній Асамблеї щодо насильства над жінками за 2006 рік. Вона також висловила свою підтримку кампанії за створення Парламентської асамблеї ООН, організації, яка проводить кампанію за демократичні реформи в Організації Об'єднаних Націй.

## Нагороди та визнання

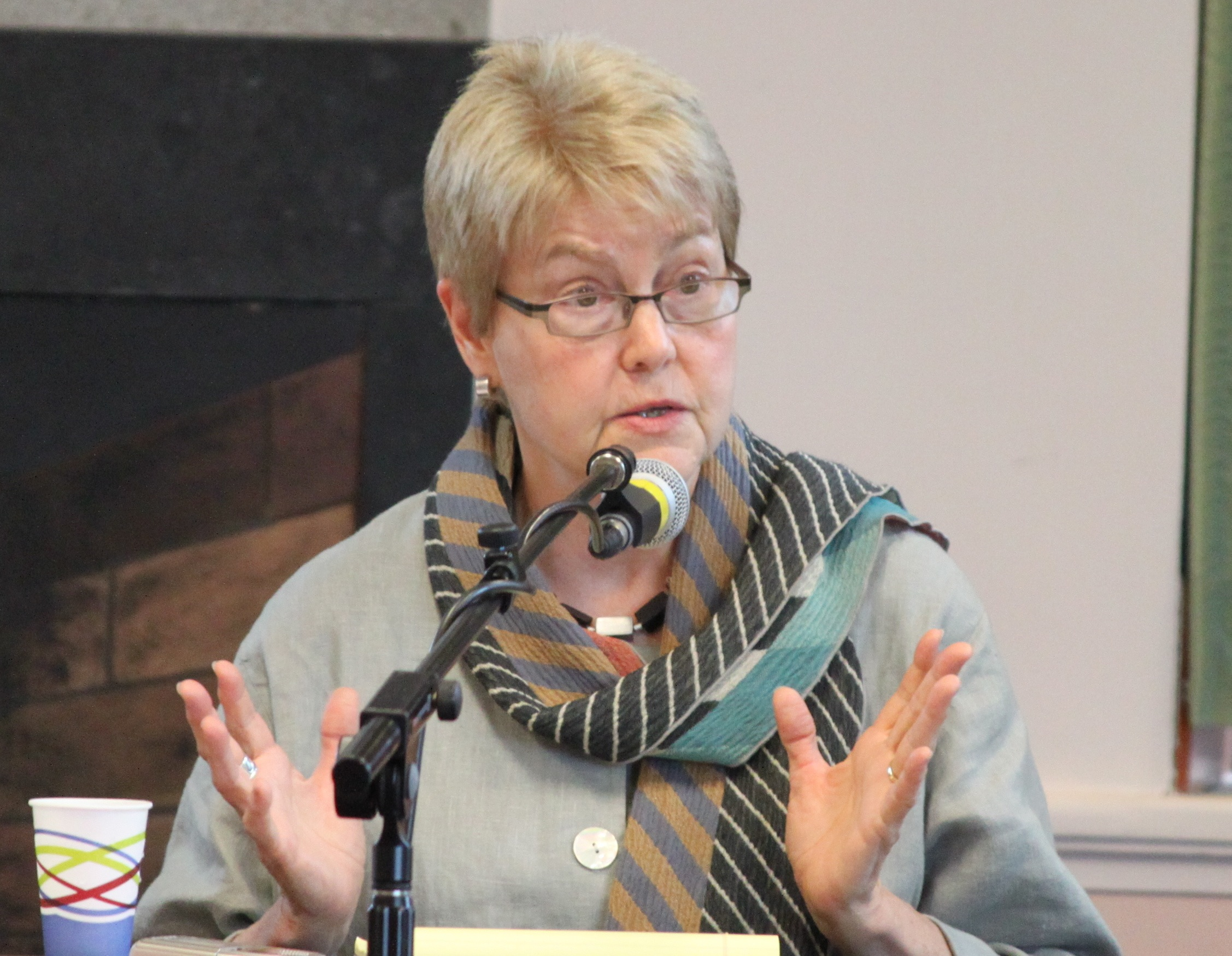
Банч 2011 року

У жовтні 1996 року Банч була включена до Національної зали жіночої слави. У грудні 1999 року вона була обрана президентом США Біллом Клінтоном лауреаткою премії Елеонори Рузвельт за права людини. У 2000 році вона отримала нагороду «Жінки, що змінюють світ на краще» від Національної ради з досліджень жінок, у 2002 році її назвали однією із «21 лідерів 21 століття» за версією Women's eNews, а також отримала «Board of Trustees Awards for Excellence in Research» у 2006 році в Університеті Рутгерса.
- 2008 Joyce Warshow Lifetime Achievement Award SAGE (Services and Advocacy for LGBT Elders)
- 2008 Rutgers College Class of 1962 Presidential Public Service Award Rutgers, The State University of New Jersey
- 2007 Honorary degree of Doctor of Laws University of Connecticut
- 2006 Board of Trustees Award for Excellence in Research Rutgers, The State University of New Jersey
- 2004 New Jersey Honorary United Nations Day Chair Appointed by the Governor of New Jersey
- 2002 Board of Governors Distinguished Service Professor Recipient Rutgers, The State University of New Jersey
- 2002 Women Who Make a Difference Award International Women's Forum
- 2002 21 Leaders for the 21st Century Women's Enews
- 2001 Spirit of American Women Award Girls Incorporated of Central New York
- 2000 Women Who Make a Difference Award National Council for Research on Women
- 1999 Church Women United Human Rights Award Church Women United
- 1999 Eleanor Roosevelt Award for Human Rights President William Jefferson Clinton
- 1998 The Hubert H. Humphrey Fellowship Program Recognition Award to the Center for Women's Global Leadership by the Department of Urban Planning and Policy Development, Rutgers University, The State University of New Jersey
- 1997 award in recognition of its "international educational and organizing work fighting violence against women" to the Center for Women's Global Leadership by the Center for Anti-Violence Education
- 1996 Induction into the National Women's Hall of Fame
- 1993 Feminist of the Year to the Center for Women's Global Leadership by the Feminist Majority Foundation
- 1992 Resourceful Women Award
- 1987 The Jessie Bernard Wise Woman Award Center for Women Policy Studies[29]

## Вибрані твори
Банч написала і відредагувала багато робіт, які зосереджені на правах жінок і людини. Документи Шарлотти Банч можна знайти в Бібліотеці Артура та Елізабет Шлезінгер з історії жінок в Америці, Інститут Редкліффа. Документи Банч, 1950–1988 (7 лінійних футів) зберігаються в бібліотеці Шлезінгера Редкліффського коледжу.

### Книги
Частковий список опублікованих робіт:
- A Broom of One's Own. Washington: Washington Women's Liberation. 1970. OCLC 2292078.
- Lesbianism and the Women's Movement. Baltimore, Md.: Diana Press. 1975. ISBN 978-0-884-47006-9. OCLC 1365238.
- Building Feminist Theory: Essays from QUEST, a Feminist Quarterly. New York, N.Y.: Longman. 1981. ISBN 978-0-582-28210-0. OCLC 256686819.
- Feminism in the 80's: Facing Down the Right. Denver, Colo.: Inkling Press. 1981. OCLC 9868505.
- Passionate Politics: Essays, 1968–1986: Feminist Theory in Action. New York: St. Martin's Press. 1987. ISBN 978-0-312-00667-9. OCLC 15196697.
- Transforming the Faiths of our Fathers: Women who Changed American Religion. New York: Palgrave Macmillan. 2004. ISBN 978-1403964601.
- International Feminism: Networking Against Female Sexual Slavery. Report on Global Feminist Workshop Against Traffic in Women, edited with Barry and Castley. NY: International Women's Tribune Centre, 1984. (Also published in French by Nouvelles Questions Feministes, Paris, 1985; and in Spanish by CIPAF, Santo Domingo, 1985.)

### Статті
Вибераний список із понад 250 опублікованих статей:
- “Feminism, Peace, Human Rights, and Human Security,” Canadian Women's Studies/Les Cahiers de la Femme, York University, Canada, special issue on “Women and Peace-Building,” Vol, 22, No. 2, 2003.
- “Women’s Human Rights and Security in the Age of Terror,” Nothing Sacred: Women Respond to Religious Fundamentalism and Terror, Betsy Reed (ed.), New York: Nation Books, 2002. (Shorter version published as “Whose Security,” The Nation, Vol. 275, Number 9, September 23, 2002.)
- “Human Rights at the Intersection of Race and Gender,” Women at the Intersection: Indivisible Rights, Identities, and Oppressions, Rita Raj with Charlotte Bunch and elmira Nazombe (eds.), NJ: Center for Women's Global Leadership, 2002.
- “Women’s Leadership: Why Should You Care?” Power for What: National Dialogue on Educating Women for Leadership, NJ: Institute for Women's Leadership, No. 2, May, 2002.
- “Human Rights as the Foundation for a Compassionate Society,” Toward a Compassionate Society, Mahnaz Afkhami (ed.), Washington, DC: Women's Learning Partnership, 2002.
- “International Networking for Women’s Human Rights,” Global Citizen Action, Michael Edwards and John Gaventa (eds.), CO: Westview, 2001.
- “Women’s Rights are Human Rights Post 9/11,” English/ Spanish in Lola Press: International Feminist Magazine, No. 16 November 2001; (Also published in German in Leben Heist Frei Sein Dokumentation Internationaler Kongress, Berlin: Terre Des Femmes and Friedrich Ebert Stiftung, October, 2001).

## Подальше читання
- Hartmann, Heidi I. (interviewer) (Summer 1996). Ellen Bravo, Charlotte Bunch, Nancy Hartsock, Roberta Spalter-Roth, Linda Williams and Maria Blanco. Bringing together feminist theory and practice: a collective interview. Signs. 21 (4): 917—951. doi:10.1086/495126. JSTOR 3175029.